# 데이비드 윌슨 (피겨스케이팅 선수)
데이비드 윌슨(영어: David Wilson, 1966년~)은 캐나다의 안무가이자, 전 피겨 스케이팅 선수이다.
그의 현재와 이전의 고객은 제프리 버틀, 사샤 코언, 알리사 시즈니, 제시카 듀베 & 브라이스 데이비슨, 김연아, 곽민정, 윤예지, 조니 위어, 애덤 리펀, 조아니 로셰트, 제레미 텐, 얀 리우, 숀 소이어, 오다 노부나리, 에밀리 휴즈, 다이스케 무라카미, 나카노 유카리, 신시아 파누프, 마리프랑스 듀브릴 & 파트리스 라우종 등이 있다.